# 佐治·科奧尼
佐治·路易·艾利洛·科奧尼（英語：George Louis Elliot Thorne，1993年1月4日—）出生於英格蘭查塔姆（Chatham），是一位英格蘭足球運動員，司職中場，現時被英冠球會打吡郡外借至英甲球隊盧頓。

## 球員生涯

### 球會
西布朗
2011年11月24日，英冠球會朴茨茅斯從英超西布罗姆维奇借入18歳的科奧尼。
2011年12月20日，西布罗姆维奇因有多名球員受傷，所以提早召回科奧尼歸隊。
2012年11月21日，英冠球會彼得堡借用科奧尼至2013年1月3日。
2012年12月28日，西布罗姆维奇從彼得堡提早收回科奧尼。
2013年2月1日，早兩天前作客愛華頓受傷的科奧尼，證實膝部嚴重受傷，要養傷8個月。
2013年11月6日，英冠球會沃特福德從西布罗姆维奇借入養傷完畢的科奧尼至2014年1月2日月。

## 外部連結
- 足球数据库：佐治·科奧尼的球员统计数据 （英文）
- 西布朗官網球員介紹 （英文）
- 英格蘭足總球員介紹（页面存档备份，存于） （英文）